# Гребінь (виноград)

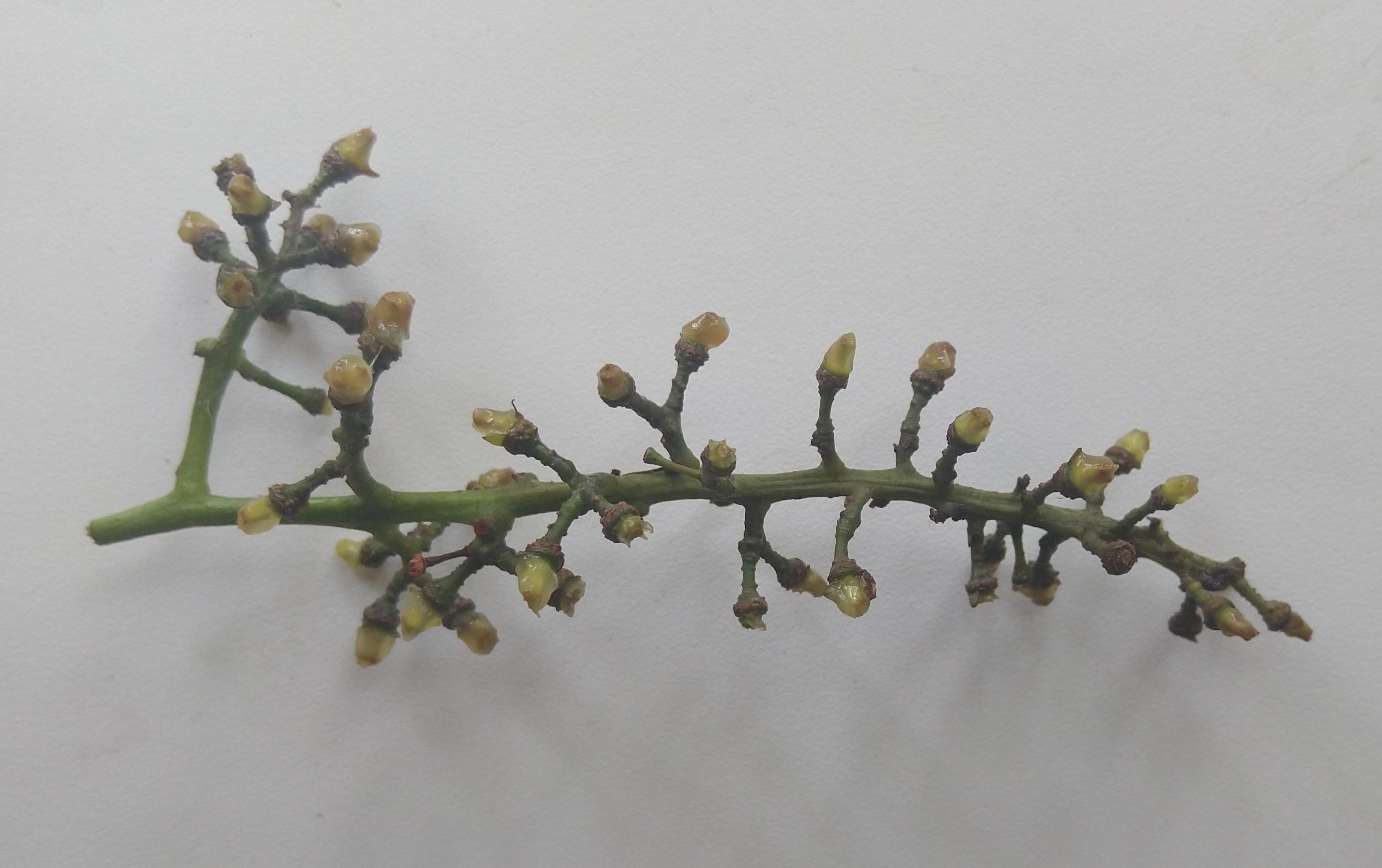
Гребінь винограду

Гребінь — скелет виноградного грона, що утворюється з осі суцвіття з усіма розгалуженнями. Складається з головної осі, від якої відходять відгалуження другого, третього, іноді четвертого порядків. Відгалуження вищого порядку закінчуються квітконосами. Ступінь розвитку і характер розгалужень гребеня зумовлюють форму грона. Процентний вміст гребеня у гроні залежить від сорту винограду, ступеня зрілості винограду і екологічних умов, він коливається від 1 до 8,5 % та становить в середньому 3,5 % від маси грона. Анатомічна будова гребеня схожа з будовою міжвузлів молодого пагона. У ранньому віці гребінь містить значну кількість хлорофілу і здатний до фотосинтезу, що протікає дуже повільно через слабке освітлення і малу кількість продихів. З ростом ягід посилюється навантаження на гребінь і в його розгалуженнях збільшуються механічні тканини (лібриформ, периціклові тяжі); відбувається розростання м'якого лубу, що забезпечує приплив до ягід великої кількості поживних речовин. При повній зрілості ягід у більшості сортів винограду гребінь просочується лігніном, суберином і дерев'яніє. У деяких сортів (Мускат гамбурзький, Коарна Нягре та ін.) гребінь залишається трав'янистим і ламким. Гребені багаті дубильними речовинами; значна частина сухої речовини припадає на целюлозу та геміцелюлозу, серед мінеральних речовин домінує калій. Гребені використовують у виноробстві для отримання гребіневого сусла і приготування вин по кахетинські способу (зокрема при виробництві бурштинового вина).